# Branquitude
A branquitude é um conceito científico social utilizado no âmbito do estudo das relações étnico-raciais, mais detidamente nos estudos críticos sobre branquitude. Busca categorizar a racialidade das pessoas brancas, implicá-la nos estudos relacionados ao desenvolvimento das sociedades e está intimamente ligado ao racismo. 
O termo branquitude também é utilizado fora do âmbito acadêmico em outros contextos, tais como movimentos sociais e entretenimento, sempre ligado ao contexto das relações étnico-raciais.

## História e uso do termo na academia
O termo teve sua gênese no início do século 20 por intelectuais negros como W.B. Du Bois e Frantz Fanon e se destacou nos anos 1990, nos Estados Unidos. Os primeiros estudos sobre a branquitude no Brasil podem ser localizados na metade do século XX, por exemplo, com os estudos de Alberto Guerreiro Ramos. Nos anos de 1990, estudos sobre branqueamento organizados na Universidade de São Paulo e a influência dos estudos sobre a branquidade nos Estados Unidos revigoram os estudos sobre o espaço ocupado pelos brancos brasileiros.  Porém, apenas em meados da década de 2000 que o conceito atingiu a academia brasileira. A professora Lia Vainer Schucmann, uma das principais estudiosas no campo dos estudos críticos da branquitude afirma que:
| “ | É fundamental entender que esse é um termo que só faz sentido dentro da luta antirracista | ” |
|   | — Lia Vainer Schucman.                                                                    |   |

O conceito é utilizado para se referir às pessoas brancas. Ele pode ser entendido como um marcador histórico-cultural, no contexto dos estudos sobre raça e racismo. Branquitude pode ser entendida como ideia, falaciosamente produzida, de superioridade racial branca. É resultante, nas sociedades estruturadas pelo racismo, em uma posição em que os sujeitos identificados como brancos adquirem privilégios simbólicos e materiais em relação aos não brancos. Branquitude enquanto conceito está atrelada a categoria relativa ao Racismo. Não existe branquitude sem racismo. Falar de branquitude é falar de racismo.
O termo é também utilizado por Paulo Freire ao se referir aos processos de violência e discriminação contra pessoas negras::
| “ | Faz parte igualmente do pensar certo a rejeição mais decidida a qualquer forma de discriminação. A prática preconceituosa de raça, de classe, de gênero ofende a substantividade do ser humano e nega radicalmente a democracia. Quão longe dela nos achamos quando vivemos a impunidade dos que matam meninos nas ruas, dos que assassinam camponeses que lutam por seus direitos, dos que discriminam os negros, dos que inferiorizam as mulheres. Quão ausentes da democracia se acham os que queimam igrejas de negros porque, certamente, negros não têm alma. Negros não rezam. Com sua negritude, os negros sujam a branquitude das orações... A mim me dá pena e não raiva, quando vejo a arrogância com que a branquitude de sociedades em que se faz isso, em que se queimam igrejas de negros, se apresenta ao mundo como pedagoga da democracia. Pensar e fazer errado,pelo visto, não têm mesmo nada que ver com a humildade que o pensar certo exige. Não têm nada que ver com o bom senso que regula nossos exageros e evita as nossas caminhadas até o ridículo e a insensatez. | ” |
|   | — Paulo Freire, Pedagogia da Autonomia, Wikidata Q10347133. |   |

Historicamente, um dos principais trabalhos que inaugura e estuda detidamente o tema é a tese de doutoramento da pesquisadora Maria Aparecida Bento. Nesse trabalho ela estuda a caracterização da branquitude nas relações de trabalho. Em seu livro “O pacto da branquitude”, lançado no ano de 2022, a autora discute a branquitude na sociedade brasileira, especialmente sobre o pacto narcísico e os acordos tácitos de brancos(as) para a manutenção das relações de poder centralizadas nas relações de trabalho. A autora é psicóloga e atua desde o ano de 1990 no Centro de Estudos das Relações de Trabalho e Desigualdades (Ceert). Desde o seu doutoramento tem dialogado com a temática da branquitude e a formação da sociedade brasileira. Suas contribuições versam sobre a necessidade de pensá-la por meio das implicações individuais e coletivas, sobretudo de pessoas brancas privilegiadas em uma sociedade permeada pelas violências raciais.

## Implicações na ciência
A branquitude europeia, em um dos variados mitos da modernidade, inventou a noção de raças, criando graus hierárquicos entre elas e, inclusive, retirando a humanidade desse "outro" forjado no caldeirão colonial moderno. Criou-se não só a noção de raça negra como aquela atrasada, isenta de características humanas, sexualizada e animalizada, apagando toda a memória desses povos de grandes inventos e grandes impérios, sendo eles reduzidos a esse lugar, ou melhor, a esse não-lugar. A branquitude construiu seus padrões de superioridade, bem como inventou um padrão de subalternidade e  subserviência negro, que até os dias de hoje marca nossas construções psíquicas acerca de quem somos, de onde viemos e do que podemos vir a ser. 

### Implicações da branquitude nas relações de trabalho
Branquitude, entendida como a racialidade branca, elemento subjetivo e ocultado que interfere na ação dos gestores nos processos de avaliação da força de trabalho, impactando diretamente nos processos de seleção, promoção, treinamento, demissão e resolução de conflitos no local de trabalho.

### Implicações na análise do ambiente escolar
Em espaços escolares manifestações racistas e preconceituosas acontecem e professores e gestores ainda argumentam a não necessidade do debate e do ensino de História e cultura africana e afro-brasileira e o debate sobre as relações étnico-raciais. Admitir e pensar a escola enquanto branca, eurocêntrica e o racismo instituído como norma permite a capacidade de propor alternativas a esta práticas. Pensar a escola enquanto branca, ocidental e colonialista requer debater a conceituação de branquitude, as implicações deste estudo e perspectiva de análise para o ambiente escolar, como espaço social não isolado, mas reprodutor das estruturas sociais. Em uma revisão histórica sobre o uso do termo no contexto das pesquisas sobre as relações étnico raciais no Brasil entre 1957 e 2007, Cardoso, ao tratar do tema, define que a branquitude é acima de tudo um espaço de privilégio, uma vez que ao se despir de sua raça o branco assume papel normativo, desobrigado de se colocar na condição de opressor em uma sociedade racista como a brasileira. Ao se tornar invisível no debate das relações raciais por não se definir no espaço racializado, acaba colocando todos que não são iguais a si na condição de “outro”, de “minoria”, principalmente no que diz respeito aos espaços de poder e riqueza. 

## Emprego do termo na cultura popular
Na edição do ano de 2021 do programa BBB, a participante Lumena utilizou o termo para se referir aos privilégios brancos da participante Carla Diaz.